# Frans Heesen
Frans Heesen (Oss, 27 mei 1946 – aldaar, 23 april 2025) was een Nederlandse ondernemer in de luxe jachtbouw. Hij was de oprichter van Heesen Yachts, een scheepswerf voor superjachten, gevestigd in Oss. Daarnaast was hij jarenlang hoofdsponsor en erevoorzitter van voetbalclub TOP Oss.

## Carrière
In 1978 nam Heesen het bedrijf Striker Boats over en richtte hij Heesen Yachts op. Een jaar later werd het eerste jacht, de 20-meter lange Amigo, te water gelaten. Het internationale succes kwam in 1988 met de lancering van Octopussy, destijds het snelste superjacht ter wereld met een topsnelheid van ruim vijftig knopen. Heesen verkocht het bedrijf in 2008 aan Vagit Alekperov, maar bleef nog enkele jaren als commissaris en ambassadeur betrokken. In 2020 stond de Ossenaar in de Quote 500 met een vermogen van 165 miljoen euro.
Het jacht Octopussy was in 1987 zijn grote doorbraak in de wereld van de superjachten, door Heesen graag aangeduid als ’speelgoed van de rijken’. Octopussy wist de tot dan toe ongekende snelheid van meer dan vijftig knopen te bereiken en was daarmee het snelste superjacht ter wereld.

## Prestaties en onderscheidingen
Op 23 september 2009 in Monaco ontving Frans Heesen van hoofdredacteur Matteo Zaccagnino van het tijdschrift Yacht Design een prijs voor zijn bijdrage aan jachtontwerpen. De uitreiking vond plaats tijdens een feest aan boord van de 47 meter lange M/Y Celestial Hope, gebouwd door Heesen Yachts. In hetzelfde jaar ontving hij ook de HISWA-prijs, een prestigieuze onderscheiding van HISWA, de Nederlandse brancheorganisatie voor jachtbouw en watersport. De prijs werd uitgereikt tijdens het Maritime Awards Gala. De jury prees Frans Heesen voor het enorme internationale respect dat hij heeft opgebouwd, waarmee hij het imago van Nederland als toonaangevend jachtbouwland verder heeft versterkt.
Op 29 oktober 2009 ontving Frans Heesen in Fort Lauderdale de titel Business Person of the Year, toegekend door de International Superyacht Society (ISS). Met deze onderscheiding eert de ISS ondernemers die een belangrijke rol hebben gespeeld in de ontwikkeling van de jachtsector tot een wereldwijde economische kracht. De winnaar werd gekozen door de 23 leden van het bestuur van de organisatie.

## Betrokkenheid bij TOP Oss
Heesen was een trouwe supporter en sponsor van voetbalclub TOP Oss. In 2011 werd het stadion van de club omgedoopt tot het Frans Heesen Stadion, als eerbetoon aan zijn jarenlange steun en betrokkenheid bij de club. Heesen was een supporter in hart en nieren en investeerde met zijn bedrijf volop in de club. Oud-directeur Peter Bijvelds: “Niet alleen TOP Oss-legende is overleden, maar ook een Osse top legende. Hij was bijzonder kritisch als het niet goed ging. Recht voor zijn raap. Er zat geen woord Spaans bij. Maar als het wel goed ging, dan was hij zo trots als een pauw. De man was meer dan sponsor en supporter. Hij heeft ontiegelijk veel voor de club betekend.” Sterker nog, het is aan Heesen te danken dat de betaald voetbalclub nog toekomst heeft. “De club was belangrijk voor hem, maar misschien is het omgekeerd nog wel sterker. Als Frans Heesen er niet was geweest, had de club niet meer bestaan”, denkt Kemkens. Frans Heesen is 78 jaar geworden.

## Persoonlijk
Na de verkoop van zijn werf (waar tegenwoordig duizend mensen werken) prijkte Heesen, vader van drie kinderen, hoog in de top 500 van zakenblad Quote. De verkoop zou hem tussen de 150 en 175 miljoen hebben opgeleverd. Hij bezat natuurlijk zelf een superjacht, de Lady Petra, genoemd naar zijn vrouw. Maar hij had ook een privé-vliegtuig, diverse huizen en mooie auto's.

## Overlijden
Heesen overleed op 23 april 2025 op 78-jarige leeftijd in zijn woonplaats Oss.